# Ginés Salmerón
Ginés Salmerón Martínez (Sabadell, 15 novembre 1972) è un ex ciclista su strada spagnolo, professionista dal 1996 al 2000.

## Palmarès

### Strada
- 1994 (Dilettanti, una vittoria)

Trofeu Joan Escolá
- 1997 (Saeco-Estro, una vittorie)

3ª tappa Vuelta a Andalucía (Lucena > Jaén)

#### Altri successi
- 1993 (Dilettanti)

Cursa Ciclista de Llobregat
- 1997 (Saeco-Estro)

Classifica scalatori Vuelta al País Vasco

## Piazzamenti

### Grandi Giri
- Giro d'Italia

1999: 93º
- Tour de France

1999: ritirato (9ª tappa)
- Vuelta a España

1997: ritirato (12ª tappa)
2000: ritirato (5ª tappa)

### Classiche monumento
- Liegi-Bastogne-Liegi

1999: ritirato